# هیجیکی
هیجیکی (به ژاپنی: ヒジキ Hijiki) (نام علمی: Sargassum fusiforme) یک نوع جلبک دریایی خوراکی است. از قدیم گفته می‌شد که خوردن هیجیکی باعث طولانی شدن عمر می‌شود به همین خاطر روز پانزدهم سپتامبر روز سالمندان در ژاپن روز هیجیکی نامگذاری شده‌است.

## مصرف خوراکی
هیجیکی یکی از مواد غذایی اصلی است و در بسیاری از غذاها مانند سالاد، تمپورا و ناماسو بکار می‌رود. هیجیکی معمولاً به صورت خشک شده در مراکز خرید به فروش می‌رسد. هیجیکی خشک را نخست در آب خیسانده و سپس با شکر و سس سویا (شویو) می‌پزند. هیجیکی خاصیت سوزاندن چربی‌های بدن را دارد.